# Tvrdomestice
Tvrdomestice (prononciation slovaque : [ˈtvr̩dɔmɛscit͡sɛ], hongrois : Tordaméc [ˈtordɒmeːt͡s]) est un village de Slovaquie situé dans la région de Nitra.

## Histoire

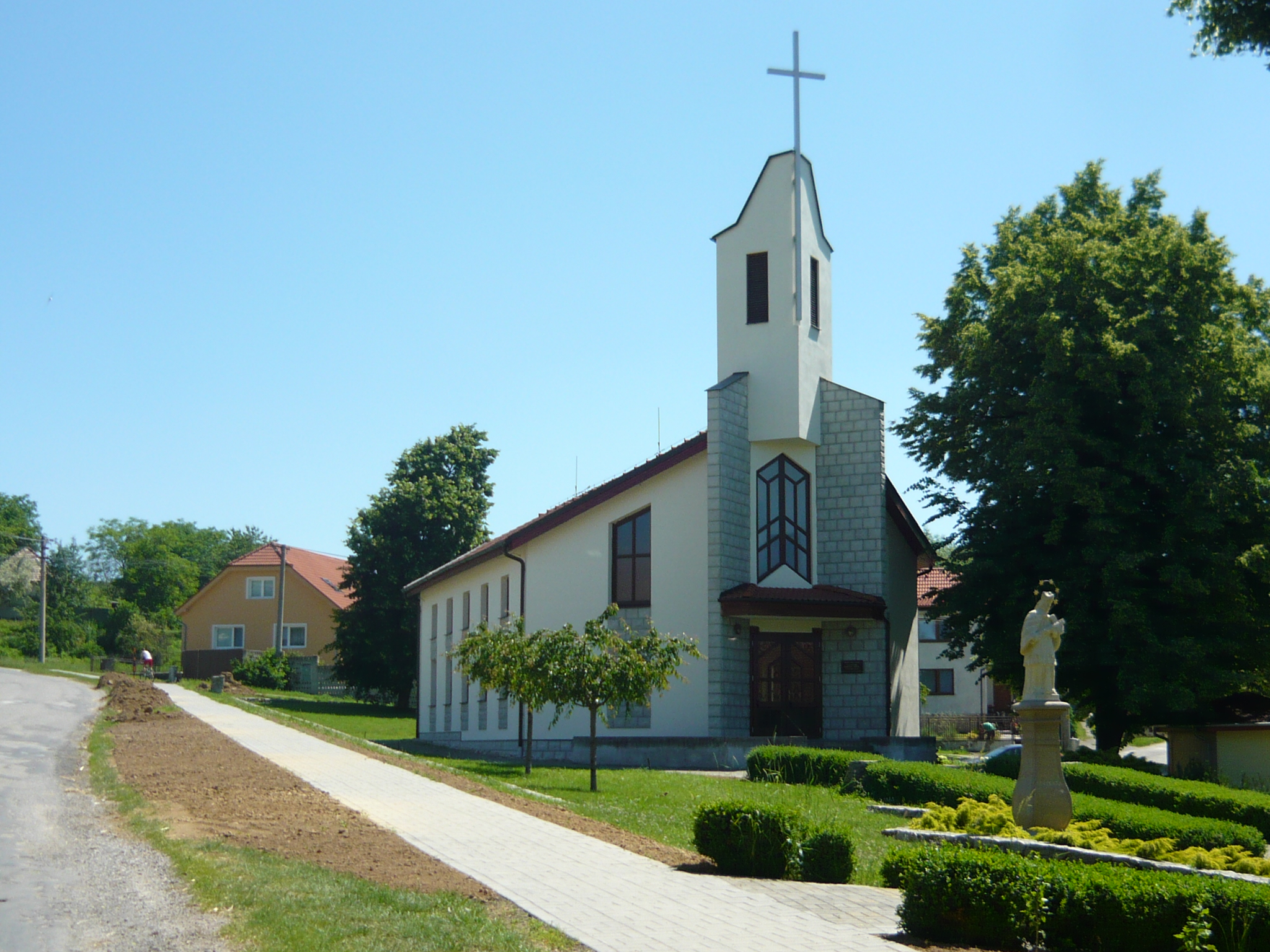
L’église de l’Élévation de la Sainte Croix de Tvrdomestice

Première mention écrite du village en 1280.

## Géographie
Tvrdomestice se situe à 9 km au nord de Topoľčany.
| Nemečky |              | Veľké Hoste (région de Trenčín) |
| Prašice | Tvrdomestice | Šišov (région de Trenčín)       |
|         |              | Norovce                         |

## Démographie

### Évolution de la population
| Année:               | 1994. | 2004.   | 2014.   | 2024.   |
| -------------------- | ----- | ------- | ------- | ------- |
| Nombre de personnes: | 479   | 491     | 459     | 455     |
| Différence:          |       | +2,50 % | -6,51 % | -0,87 % |

| Année:               | 2023. | 2024.   |
| -------------------- | ----- | ------- |
| Nombre de personnes: | 461   | 455     |
| Différence:          |       | -1,30 % |